# 滋賀県道24号甲賀土山線
滋賀県道24号甲賀土山線（しがけんどう24ごう こうかつちやません）は、滋賀県甲賀市を通る県道（主要地方道）である。

## 概要
甲賀市甲賀町大原市場から甲賀市土山町頓宮の国道1号を結ぶ幹線道路である。
現道の東側に国道1号と新名神高速道路甲賀土山ICを結ぶためのバイパスが作られた。このバイパスは岩室工区として県道340号との交点から西に延伸して甲賀町小佐治付近まで短絡する計画だが事業は2018年（平成30年）現在未着手である。

### 路線データ
- 起点：甲賀市甲賀町大原市場[2]（滋賀県道4号草津伊賀線交点）
- 終点：甲賀市土山町頓宮[2]（国道1号交点）

## 歴史
- 1980年（昭和55年）3月28日 - 路線認定[2]。
- 1993年（平成5年）5月11日 - 建設省により県道甲賀土山線が甲賀土山線として主要地方道に指定される[3]。
- 2006年（平成18年）5月23日 - 国道1号から滋賀県道539号岩室北土山線までの区間延長767.0 mが開通した[4]。
- 2008年（平成20年）2月23日 - 滋賀県道539号岩室北土山線から滋賀県道340号甲賀土山インター線までの区間延長313.8 mが開通した[5]。

## 地理

### 通過する自治体
- 甲賀市

### 交差する道路
- 滋賀県道4号草津伊賀線・滋賀県道775号甲賀阿山線（甲賀市甲賀町大原市場、起点）
- 滋賀県道126号相模水口線（甲賀市甲賀町相模）
- 滋賀県道129号南土山甲賀線（甲賀市甲賀町鳥居野）
- 滋賀県道127号小佐治甲南線（甲賀市甲賀町小佐治）
- 滋賀県道538号和野嶬峨線（甲賀市甲賀町岩室）
- 滋賀県道539号岩室北土山線（甲賀市甲賀町岩室）
- 滋賀県道130号岩室神線（甲賀市甲賀町岩室）
- 国道1号・滋賀県道41号土山蒲生近江八幡線（甲賀市土山町頓宮）

バイパス（別線）
- 滋賀県道340号甲賀土山インター線（新名神高速道路甲賀土山IC接続）
- 滋賀県道539号岩室北土山線
- 国道1号（甲賀市土山町頓宮・前野交差点）

### 沿線にある施設など
- 西日本旅客鉄道（JR西日本）草津線 甲賀駅
- 関西みらい銀行 甲賀支店
- 甲賀市役所 甲賀大原地域市民センター
- 甲賀中央公園体育館
- 大鳥神社
- 甲賀市立甲賀中学校
- 笹山城跡
- バイエル薬品